# 65 (filme)
65 é um filme americano do gênero ficção científica escrito, dirigido e produzido por Scott Beck e Bryan Woods, e lançado em 10 de março de 2023 nos EUA. É estrelado por Adam Driver, Ariana Greenblatt e Chloe Coleman. O filme é uma co-produção entre a Columbia Pictures, Raimi Productions e Beck/Woods.

## Sinopse
Um astronauta aterrissa acidentalmente em um planeta misterioso e descobre que não está sozinho.

## Elenco
- Adam Driver como Mills
- Ariana Greenblatt como Koa
- Chloe Coleman como Nevine
- Nika King como a mãe de Nevine

## Produção
Em setembro de 2020, Adam Driver assinou contrato para estrelar o filme 65, que seria produzido, escrito e dirigido por Scott Beck e Bryan Woods, com Sam Raimi produzindo com Zainab Azizi e Debbie Liebling. Dois meses depois, Ariana Greenblatt se juntou ao elenco. Em dezembro de 2020, Chloe Coleman também foi adicionada ao elenco.
As filmagens do filme começaram em 16 de novembro de 2020, em Nova Orleães. As filmagens também ocorreram na Floresta Nacional de Kisatchie na Paróquia de Vernon, Luisiana, em janeiro de 2021.

## Música
Em fevereiro de 2021, foi anunciado que Danny Elfman estava compondo a trilha sonora do filme, tendo anteriormente colaborado com Raimi em Darkman - Vingança sem Rosto (1990), Um Plano Simples (1998), Homem-Aranha (2002), Homem-Aranha 2 (2004), Oz: Mágico e Poderoso (2013) e Doutor Estranho no Multiverso da Loucura (2022).

## Lançamento
65 foi lançado nos Estados Unidos em 10 de março de 2023, pela Sony Pictures Releasing. O filme foi previamente agendado para ser lançado em 13 de maio de 2022, 29 de abril de 2022, e 14 de abril de 2023.